# D'Urvillovo morje
D'Urvillovo morje je morje v Južnem oceanu, severno od obale Adelijine dežele, Vzhodna Antarktika. Ime je dobilo po francoskem raziskovalcu in častniku Julesu Dumont d'Urvilleu.
1. ↑  Kladnik, Drago; Perko, Drago (2013). »Slovar slovenskih eksonimov«. Termania. Geografski inštitut Antona Melika, ZRC SAZU. Pridobljeno 5. junija 2021.